# 拜哈尔
拜哈尔（Baihar），是印度中央邦Balaghat县的一个城镇。总人口15400（2001年）。

## 人口
该地2001年总人口15400人，其中男性7844人，女性7556人；0—6岁人口2123人，其中男1084人，女1039人；识字率66.54%，其中男性为74.64%，女性为58.13%。